# 7000 danses
Pour les articles homonymes, voir 7000 (nombre).
Albums par Indochine
3
(1985) Le Baiser
(1990)
Lives par Indochine
Indochine au Zénith
(1986) Indochine
(1988)
Singles
1. Les Tzars
Sortie : 24 juin 1987
2. La Machine À Rattraper Le Temps / Un Grand Carnaval
Sortie : décembre 1987
3. La Chevauchée Des Champs De Blé / La Bûddha Affaire
Sortie : 10 juin 1988

7000 danses est le quatrième album studio d'Indochine, sorti le 12 octobre 1987.

## Production
Après la faste période de 3, le groupe a souhaité se donner le temps et les moyens de préparer son nouvel album. L'enregistrement qui a débuté en février 1987 au studio Miraval dans le Var s'est prolongé aux Caraïbes à l'Air Studio de Montserrat pour finalement s'achever cinq mois plus tard au studio Red Bus à Londres en juin de la même année, le tout dans un climat d'attente du public et de pression médiatique.
De nombreuses rumeurs ont couru dans la presse accréditant l'idée que le groupe était en mal d'inspiration ou que les nouvelles compositions n'étaient pas à la hauteur des espérances.
Pour répondre à l'impatience du public, des médias et de la maison de disques qui exigeait un single avant l'été, le groupe se voit contraint de choisir un titre parmi les quelques-uns déjà achevés. Les Tzars sera envoyé aux radios en juin 1987. Pour certains, ce sera la douche froide tant le morceau tranche avec leurs précédentes compositions. Le magazine Télé Poche n'hésite pas à accuser le groupe d'avoir « composé un single de qualité moyenne ». La sortie de l'album en octobre 1987 et la tournée qui suivra en 1988 vont cristalliser toutes les critiques des détracteurs du groupe : tout y passera, Nicola Sirkis chanterait faux, le groupe ne serait qu'une copie de The Cure et se répéterait depuis le début de sa carrière.
Pourtant, si le précédent album marquait une évolution en douceur, celui-ci constitue un premier virage tant en ce qui concerne l'image que les textes ou les compositions. La pochette en est le meilleur exemple : la photo de Fukase Masahisa représente quatre corbeaux sur fond sombre et donne le ton de l'album. Loin des couleurs vives et chatoyantes extrême-orientales et les titres taillés sur mesure pour les playlists des radios, le son se veut brut, plus rock diront certains, mais plus travaillé avec la richesse des arrangements et une production digne des groupes internationaux grâce notamment à l'apport d'une vraie batterie en remplacement des boîtes à rythmes. Contrairement à d'autres, le journal Rock'n Folk perçoit un « nouveau souffle ».

## Ventes
En dépit des critiques, l'album connaîtra le succès en France, sans pour autant atteindre les chiffres de ventes du précédent : entré à la 6e place des ventes en octobre 1987, il atteint la 5e place en mars 1988. 
Certifié double disque d'or par le SNEP, il s'est vendu à plus de 320 000 exemplaires.

## Liste des titres
Toutes les paroles sont écrites par Nicola Sirkis, toute la musique est composée par Dominique Nicolas, sauf Un grand carnaval par Stéphane Sirkis.
| 1.    | La Bûddha Affaire               | 2:43 |
| 2.    | Les Citadelles                  | 3:51 |
| 3.    | La Chevauchée des champs de blé | 5:17 |
| 4.    | Il y a un risque (Le mépris)    | 4:30 |
| 5.    | Les Tzars                       | 4:38 |
| 6.    | La Machine à rattraper le temps | 5:05 |
| 7.    | Un grand carnaval               | 4:04 |
| 8.    | 7000 danses                     | 6:03 |
| 9.    | Une maison perdue…              | 5:55 |
| 43:55 |                                 |      |

## Crédits
- Enregistré au studio Miraval en France et à l'Air Studio de Montserrat
- Mixé au studio Red Bus à Londres
- Ingénieurs du son : Joelle Bauer, Graham Bonnet, Jean-Jacques Lemoine, Ken Blair
- Production réalisation : Joe Glasman
- Producteur exécutif : Christian Hergott
- Musiciens additionnels : Mark Brzezicki (batterie), Warren Cann (drum machine), Preston Heyman (percussions), Dina Bennett (piano), Anna Noakes (flûte), Lindsay Crisp (chœurs)
- Conception pochette : Marion Bataille et Jean Lecointre